# Roure de fulla petita
El roure de fulla petita, galer, roure garriguenc, o roure valencià (Quercus faginea) és un arbre marcescent de grandària mitjana, de fins a 20 metres d'altura, típic de les zones de clima mediterrani del nord d'Àfrica i la península Ibèrica. Espècie autòctona del bosc mediterrani. Florix entre abril o maig, quasi sempre abans que l'alzina; les glans maduren i es disseminen cap a setembre o octubre.

## Hàbitat
Habita a la regió mediterrània occidental; a la península Ibèrica, sobretot al sud, Andalusia, Castella-la Manxa, Extremadura i a la regió de Múrcia, perquè en el nord el roure xicotet sol ser substituït pel roure que presenta requisits semblants a aquest. A Andalusia, hi ha moltes zones amb aquests arbres, ja que no formen en cap lloc verdaders boscos; els llocs on es troben bons exemplars d'aquesta espècie són: massís de Ronda-serra de les Neus (Màlaga), on hi ha un lloc en què es troben roures xicotets centenaris, molt danyats per l'ésser humà, però ja recuperat; al Parc Natural Sierra Mágina (Jaén) i en el naixement de riu Mundo. També en el nord-oest d'Àfrica.

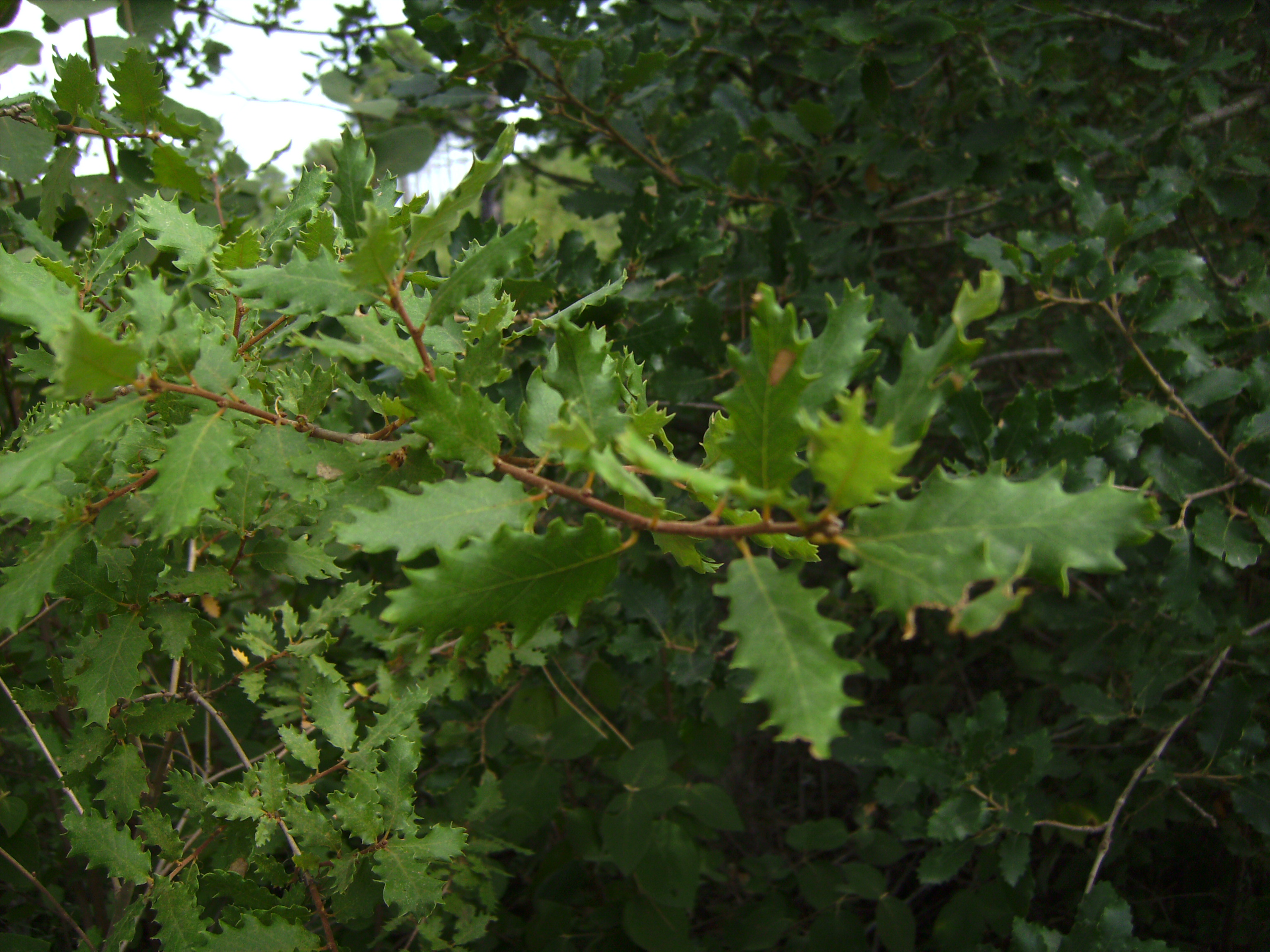
Fulles de roure de fulla petita a la serra de Castelltallat; s'observen les punxes amb què acaben les fulles

Es cria en tota mena de sòls, tant en els pobres com en els rics en calç, aguantant molt bé climes de forts contrastos (continentals); pot ascendir en les muntanyes del sud fins a 1.900 m i requerix unes condicions semblants a la de l'alzina, encara que necessita sòls un poc més frescos i profunds, s'associa ben sovint o es posa en contacte amb alzines, roures martinencs i sureres. Sol viure en sòls bàsics més que en àcids, encara que en aquests últims també es troben. És un arbre que forma híbrids fàcilment, amb altres roures xicotets (Quercus canariensis) i roures (Quercus pubescens), que dificulten la seua identificació.

## Observacions
La denominació d'aquesta espècie és molt problemàtica, el francès Lamarck la va publicar el 1785 denominant l'arbre així, perquè la seua fulla li va semblar pareguda a la del faig (Fagus). S'accepten dues subespècies, Quercus faginea subsp. faginea de fulles més xicotetes, coriàcies, esclerofil·les, d'espines rígides. A aquesta varietat, se la coneix en algunes parts de l'estat espanyol amb el nom de roure alzina, precisament per tenir trets d'ambdues espècies. I Quercus faginea subsp.broteroi (Coutinho) A. Camus, de fulles més grans dentades i que apareix en la part del SO peninsular. A la província de Cadis, poden ser confosos amb el Quercus canariensis.
Són típiques del galer i altres roures les agalles, del nom llatí del qual, cecidium, deriva el nom castellà d'aquest arbre; són unes boles de la grandària d'una nou, de color marró, proveïdes d'uns becs que sovint formen una corona, i d'interior esponjós i esponjat; es produïxen per la picadura d'un insecte de la família dels cinípids (família Cynips) en els brots joves, per a fer la posta, i queden protegits els ous per aquestes.
Aquestes agalles són molt apreciades per la seua riquesa en tanins. Les bellotes del galer, per madurar abans que les de l'alzina, són d'interès en la muntanera. La seua fusta és bona per a emprar en construcció, en forma de bigues, per a llenya i carbó vegetal.